# Bystré (Slowakei)
Bystré (bis 1927 slowakisch auch „Bystrá“; ungarisch Tapolybeszterce – bis 1902 Tapolybisztra) ist eine Gemeinde im Okres Vranov nad Topľou im Prešovský kraj in der Slowakei.

## Geographie

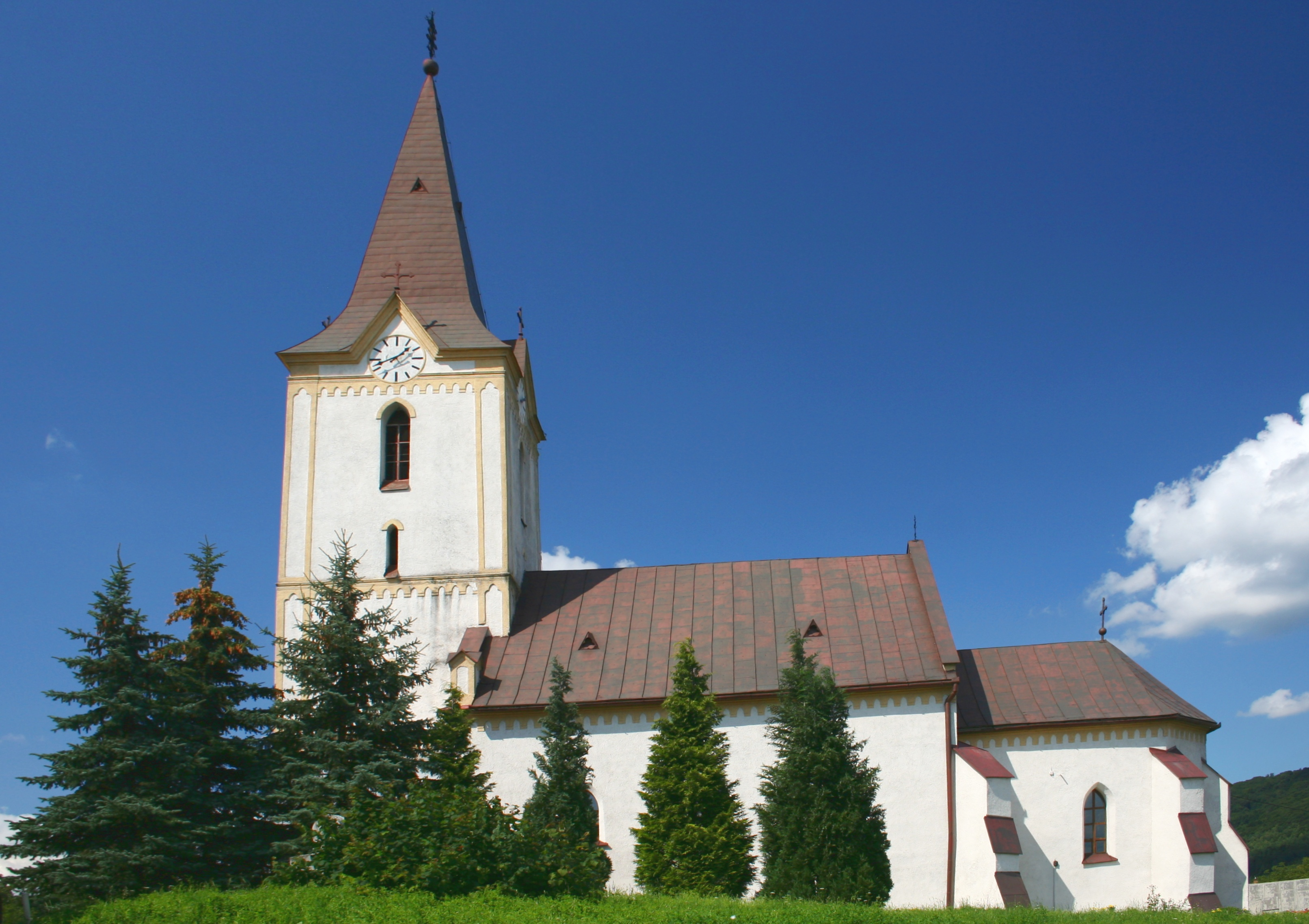
Kirche

Der Ort liegt am Zusammenfluss des Baches Hermanovský potok mit dem Fluss Topľa, zwischen den Slanské vrchy im Südwesten und Niederen Beskiden im Norden. Der Ortskern liegt auf der Höhe 180 m n.m. und ist 20 km von Vranov nad Topľou und 25 km von Prešov entfernt.

## Geschichte
Bystré wurde von einer Gruppe Schultheißern und Bauern wahrscheinlich am Anfang des 14. Jahrhunderts gegründet. Die erste schriftliche Erwähnung ist aus dem Jahr 1312. Durch seine Lage an der Grenze zweier Komitate (Scharosch und Semplin), die hier am Bach Hermanovský potok verlief, gehörte der Ort zwei verschiedenen Herrschaftsgütern: westlich des Baches zum Herrschaftsgut Salzburg (Solivar), östlich davon zu den jenen von Číčava, Vranov, bzw. Skrabské.
In Bystré wurde zwischen Mitte 1942 und Mitte 1943 ein Zwangsarbeitslager für sogenannte Asoziale und Cigáni betrieben, deren zwischen 300 und zu 900 Insassen beim Eisenbahnbau eingesetzt wurden.

## Bevölkerung
| Jahr                | 1994 | 2004    | 2014    | 2024    |
| ------------------- | ---- | ------- | ------- | ------- |
| Anzahl der Personen | 2599 | 2668    | 2698    | 2766    |
| Unterschied         |      | +2,65 % | +1,12 % | +2,52 % |

| Jahr                | 2023 | 2024    |
| ------------------- | ---- | ------- |
| Anzahl der Personen | 2780 | 2766    |
| Unterschied         |      | −0,50 % |

## Wirtschaft

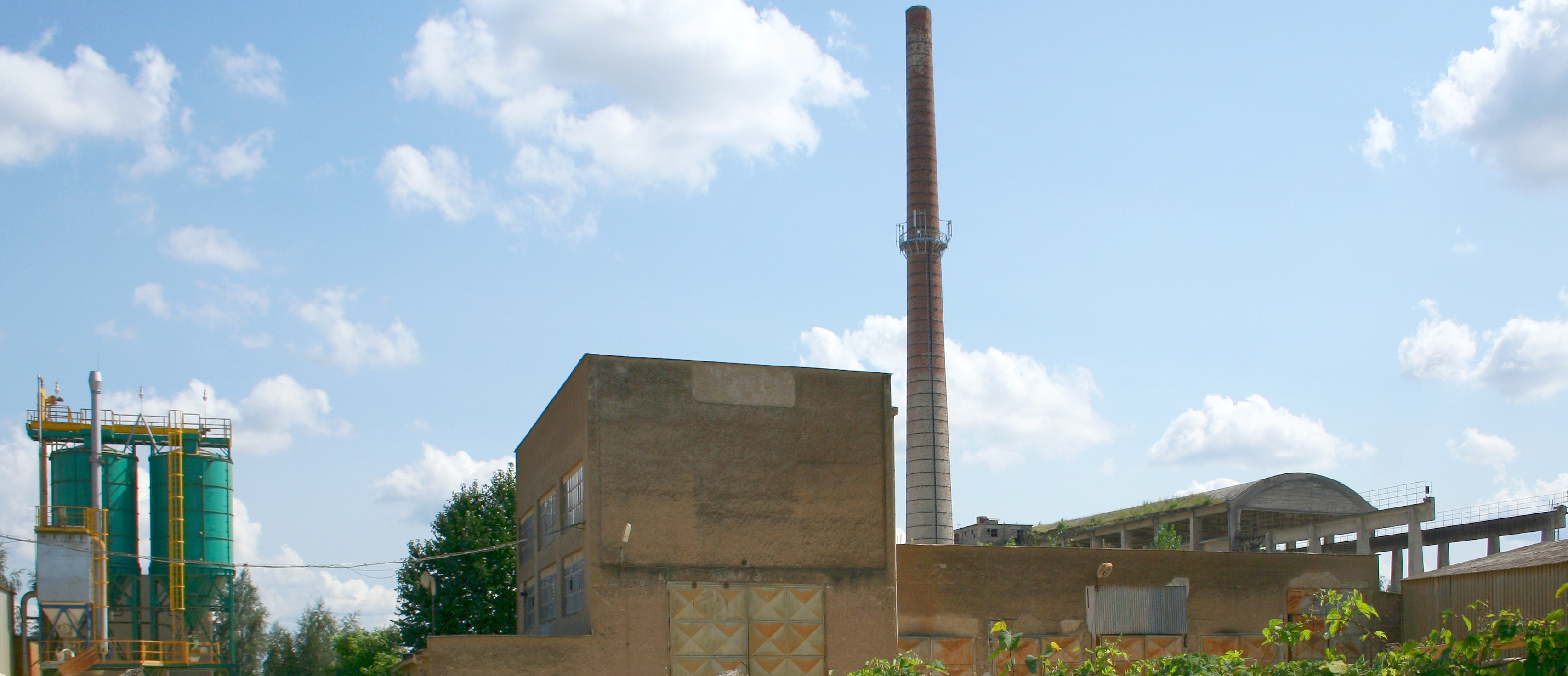
Zementwerk

Die Haupteinnahmequellen der Gemeinde ist Landwirtschaft, einige kleine private Geschäfte sowie ein Zementwerk der Firma ZEOCEM a. s., das Zement und Zeolithe hergestellt.